# Dying For You
«Dying For You» es una canción grabada por el DJ y productor sueco, Otto Knows. Con la colaboración de la violinista estadounidense Lindsey Stirling y el cantante sueco Alex Aris.

## Vídeo musical
El vídeo musical oficial, que es de tres minutos y treinta y seis segundos de duración, fue lanzado el 1 de febrero de 2016. El vídeo musical fue filmado y dirigido por Alex Wessley. El video fue grabado en Estocolmo, Suecia. En abril de 2016 ha recibido más de 1,5 millones de visitas en YouTube.

## Lista de canciones
- Descarga digital

1. "Dying For You" — 3:18

## Listas
| Lista (2016)               | Mejor posición |
| -------------------------- | -------------- |
| Suecia (Sverigetopplistan) | 7              |